# Apocryptophagus flavus
Apocryptophagus flavus är en stekelart som först beskrevs av Girault 1927.  Apocryptophagus flavus ingår i släktet Apocryptophagus och familjen fikonsteklar. Inga underarter finns listade i Catalogue of Life.